# 昌乐郡
昌乐郡，中国南北朝时设置的郡。
北周灭北齐，设置昌乐郡，治所昌乐县（今河南南乐县西北），下辖昌乐县、贵乡县、卫国县，属于魏州。辖境约在今河南省南乐县、清丰县、河北省大名县一带。隋文帝开皇开皇三年（583年）废昌乐郡，辖境直属于魏州。